# Magneville
Magneville település Franciaországban, Manche megyében. Lakosainak száma 311 fő (2022. január 1.). Magneville L’Étang-Bertrand, Néhou, Bricquebec-en-Cotentin, Colomby, Golleville és Morville községekkel határos.

## Népesség
A település népességének változása:
| Lakosok száma | 359  | 242  | 259  | 259  | 320  | 335  | 330  | 313  | 312  | 311  |
|               | 1968 | 1982 | 1990 | 2006 | 2013 | 2015 | 2017 | 2019 | 2020 | 2022 |